# Петропавловский монастырь (Свитязь)
Петропавловский монастырь — мужской монастырь Владимир-Волынской епархии Украинской Православной Церкви.
Первое упоминание относится к 1846 году в селе Свитязь, возвели каменную церковь в честь святых первоверховных апп. Петра и Павла. 13 июля 2006 года указом Священного Синода УПЦ приход преобразован в монастырь.
Обитель находится на берегу известного на всю Украину озера Свитязь. Озеро — самое глубокое в стране (54 м).

## История монастыря
История монастыря связана с селом Свитязь, упоминания о котором относятся 1564 года.
В 1846 году здесь построили каменную церковь в честь святых первоверховных апостолов Петра и Павла. Рядом возле церкви возвели отдельно стоящую каменную колокольню в виде двухпролётной арки.
В 2002 году началось обустройство монастыря при храме Петра и Павла.
29 марта 2002 впервые в истории прихода здесь состоялся монашеский постриг: настоятель храма священник Василий стал иеромонахом Арсением, а на следующий день — хиротония диакона Федора Шопука. Тогда же Владыка Симеон объявил о переименовании храма села Свитязь в Петропавловский скит Низкиницкого мужского монастыря.
Когда пришла пора копать рвы под фундамент братского корпуса, к отцу Арсению подошёл житель села Омеляне и сказал, что ему ещё 20 лет назад приснился сон, будто на тюльпановом поле (здесь один крестьянин долгое время выращивал тюльпаны на продажу) копают рвы. Он спросил священника: «Что здесь будет?» — «Монастырь», — ответил тот.
28 октября 2003 архиепископом Владимир-Волынским и Ковельским Симеоном была совершена Литургия и молебен и заложен первый камень храма в честь иконы Божией Матери «Спорительница хлебов» и капсулу с документом об учреждении Петропавловской обители.
16 апреля 2005 на Божественной Литургии архиепископ Симеон объявил о переименовании скита в Свитяжский Петропавловский мужской монастырь. Дата официального учреждения монастыря принята Священным Синодом Украинской Православной Церкви 13 июля 2006 года.
В 2006 году в монастыре был сооружён братский корпус.
В 2006 году сёстры Ирина Дацюк и Лилия Звьягинцева украсили двор Петропавловского храма стелой с горельефным изображением Святых Апостолов и скульптурой Ангела.
Сегодня в монастыре несут послушание: игумен Арсений (Демьянчук) — настоятель иерей Сергий Омелянюк, иеромонах Иов, трудник Виталий Толовий, трудник Анатолий Кудрявцев.
Ежедневно здесь совершается молитва за братию и прихожан, покровителей и благодетелей. Также монахи постоянно совершают молитвы за тех, кто в своё время был священником этой церкви.
В обители постоянно действует только Петропавловская церковь (храмы в честь иконы Божией Матери «Спорительница хлебов» и Алексия, Человека Божия, строятся). Храм открыт с 7.00 до 21.00. Здесь совершается богослужение суточного круга и отправляются многочисленные требы, для желающих в летний период проводятся экскурсии.

## Святыни
- Список Почаевской иконы Божьей Матери, который был создан около полувека назад. Он размещён над Царскими Вратами в храме святых первоверховных апостолов Петра и Павла. На большие праздники святыни опускали и к ней прикладывались верующие. В праздник Воздвижение Честного и Животворящего Креста Господня в 2001 году на иконе было замечено мироточение, которое продолжалось около года.
- Образ святителя Николая.

## Благотворительные учреждения
- На территории монастыря при храме святых первоверховных апостолов Петра и Павла с 1999 года действует летний лагерь для детей сирот.

## Ближайшие святыни
- Часовня Рождества Святого Пророка Божья Иоанна Предтечи, которая находится на территории пансионата «Шацкие озёра». Часовня была заложена в 1990 году. В 2004 году строительство закончено. Богослужение совершается братией обители.